# 危地马拉省份

危地马拉地图显示了其22个省。

危地马拉共和国被分为22个省（西班牙语：departamentos），这些省又分为340个城镇。各省由危地马拉总统任命的省长进行管理。